# Giovanni Lievore
Giovanni Lievore (Carrè, 20 marzo 1932 – Torino, 28 aprile 2025) è stato un giavellottista italiano, fratello maggiore dell'ex primatista mondiale Carlo Lievore.

## Biografia
Nel 1956 partecipò alle Olimpiadi di Melbourne riuscendo a qualificarsi per la finale dove giunse sesto con un lancio di 72,88 m: quel piazzamento è il migliore conseguito da un atleta italiano nella storia olimpica di questa specialità.
Nel 1958 giunse ottavo ai Campionati europei di Stoccolma con la misura di 73,38 m . Nello stesso anno stabilì il suo primato personale con 80,72 m.
Terminata la carriera sportiva, si trasferì a Torino, trovando lavoro presso la FIAT.
Si è spento il 28 aprile 2025, all'età di novantatré anni.